# أوريه

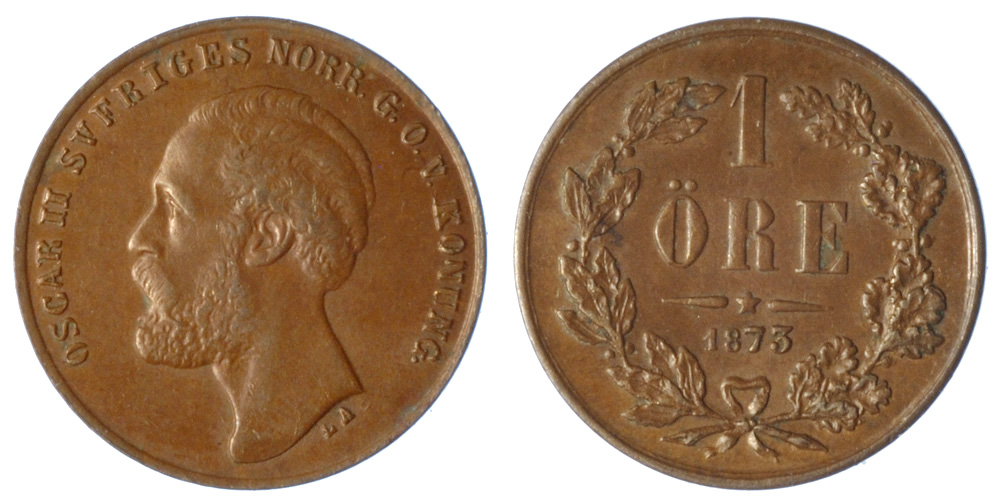
عملة سويدية.

الأوريه (بالسويدية: Öre ,النطق السويدي:[rɛ])، هو التقسيم المئوي للكرونا السويدية. الاسم مشتق من الكلمة اللاتينية أورينوس (الذهبي) وهي عملة قديمة بقيمة 25 ديناريوس.